# Tour de France 1975
Die 62. Tour de France fand vom 26. Juni bis 20. Juli 1975 statt und führte auf 22 Etappen über 3999 km. Der fünffache Toursieger Eddy Merckx ging als Favorit an den Start, konnte die Tour aber nicht gewinnen. Es nahmen 140 Rennfahrer an der Rundfahrt teil, von denen 86 klassifiziert wurden.

## Teilnehmende Mannschaften
| Profi-Radsportteams (14)- Molteni-RYC - Gan-Mercier-Hutchinson - Kas-Kaskol - Jollj Ceramica - Super Ser - Peugeot-BP-Michelin - Bianchi-Campagnolo - Gitane-Campagnolo - Filotex - Carpenter-Confortluxe-Flandria - Sporting-Sottomayor - Miko-de Gribaldy - Frisol-G.B.C. - Jobo-Wolber |
| |

## Rennverlauf
Den Prolog gewann der Italiener Francesco Moser und konnte seine Führung in der Gesamtwertung bis zur fünften Etappe verteidigen. Beim ersten Einzelzeitfahren auf der sechsten Etappe gewann Merckx und übernahm damit das Gelbe Trikot. Der Belgier war auch beim zweiten Zeitfahren erfolgreich und verteidigte seine Führung, wenngleich er in den Pyrenäen einige Sekunden auf Bernard Thévenet, Joop Zoetemelk, Lucien Van Impe und Felice Gimondi verloren hatte.
Nach der Etappe auf den Puy de Dôme, die der Belgier Van Impe gewann, hatte Merckx rund eine Minute Vorsprung auf den in der Gesamtwertung hinter ihm liegenden Bernard Thévenet. Auf dieser Etappe wurde Merckx beim letzten Anstieg von einem Zuschauer in die Nieren geschlagen. Auf der folgenden Etappe nach Pra-Loup attackierte Merckx als erster und konnte den am letzten Pass des Tages, dem Col d’Allos, absetzen. Vor dem Schlussanstieg nach Pra-Loup wurde er aber wieder eingeholt. Als Gimondi angriff, konnte Merckx nicht folgen, Thévenet konnte jedoch mit dem Italiener mithalten und sich später auch noch von ihm absetzen. Merckx, der einen Schwächeeinbruch erlitten hatte, verlor auf den letzten sechs Kilometern über drei Minuten auf den Tagessieger Thévenet, der damit auch das Gelbe Trikot von Merckx übernahm. Nach Thévenets Attacke am Col d’Izoard und dem damit verbundenen Etappensieg am nächsten Tag konnte ihm der Toursieg nicht mehr genommen werden, Merckx wurde am Ende Gesamtzweiter vor Van Impe.
1975 wurden die Wertungen der Tour verändert: Die Kombinationswertung wurde abgeschafft, dafür gab es für den besten der Bergwertung (Meillieur Grimpeur) ab 1975 ein eigenes Wertungstrikot, das GepunkteteTrikot. Bester Bergfahrer wurde zum dritten Mal Lucien Van Impe, der mit einem Rahmen aus Carbon und Fiberglas an den Start gegangen war. Francesco Moser wurde bei seiner einzigen Tour-Teilnahme Gesamtsiebter und gewann das neu eingeführte weiße Trikot für den besten Jungprofi. Der dreifache Etappensieger Rik Van Linden konnte die Punktwertung für sich entscheiden.
Seit 1975 endete die letzte Etappe der Tour de France auf der Avenue des Champs-Élysées. Walter Godefroot gewann die Premiere auf dieser Zielgeraden im Massenspurt.

## Die Etappen
| Etappe      | Datum             | Etappenorte                                          | type              | Länge (km) | Etappensieger         | Gesamtführender  |
| ----------- | ----------------- | ---------------------------------------------------- | ----------------- | ---------- | --------------------- | ---------------- |
| Prolog      | 26. Jun.          | Charleroi – Charleroi                                | Prolog            | 6,25       | Francesco Moser       | Francesco Moser  |
| 1. a Etappe | 27. Jun.          | Charleroi – Molenbeek-Saint-Jean/Sint-Jans-Molenbeek |                   | 94         | Cees Priem            | Francesco Moser  |
| 1. b Etappe | 27. Jun.          | Molenbeek-Saint-Jean/Sint-Jans-Molenbeek – Roubaix   |                   | 108,5      | Rik Van Linden        | Francesco Moser  |
| 2. Etappe   | 28. Jun.          | Roubaix – Amiens                                     |                   | 121,5      | Ronny De Witte        | Francesco Moser  |
| 3. Etappe   | 29. Jun.          | Amiens – Versailles                                  |                   | 169,5      | Karel Rottiers        | Francesco Moser  |
| 4. Etappe   | 30. Jun.          | Versailles – Le Mans                                 |                   | 223        | Jacques Esclassan     | Francesco Moser  |
| 5. Etappe   | 1. Jul.           | Sablé-sur-Sarthe – Saint-Hilaire-de-Riez             |                   | 222,5      | Theo Smit             | Francesco Moser  |
| 6. Etappe   | 2. Jul.           | Saint-Hilaire-de-Riez – Saint-Hilaire-de-Riez        | Einzelzeitfahren  | 16         | Eddy Merckx           | Eddy Merckx      |
| 7. Etappe   | 3. Jul.           | Saint-Gilles-Croix-de-Vie – Angoulême                |                   | 235,5      | Francesco Moser       | Eddy Merckx      |
| 8. Etappe   | 4. Jul.           | Angoulême – Bordeaux                                 |                   | 134        | Barry Hoban           | Eddy Merckx      |
| 9. a Etappe | 5. Jul.           | Langon – Fleurance                                   |                   | 131        | Theo Smit             | Eddy Merckx      |
| 9. b Etappe | 5. Jul.           | Fleurance – Auch                                     | Einzelzeitfahren  | 37,4       | Eddy Merckx           | Eddy Merckx      |
|             | 6. Juli           | 1. Ruhetag in Auch                                   | Ruhetag           |            |                       |                  |
| 10. Etappe  | 7. Jul.           | Auch – Pau                                           |                   | 206        | Felice Gimondi        | Eddy Merckx      |
| 11. Etappe  | 8. Jul.           | Pau – Pla d’Adet                                     |                   | 160        | Joop Zoetemelk        | Eddy Merckx      |
| 12. Etappe  | 9. Jul.           | Tarbes – Albi                                        |                   | 242        | Gerrie Knetemann      | Eddy Merckx      |
|             | 12. Juli in Nizza | 2. Ruhetag                                           | Ruhetag           |            |                       |                  |
| 13. Etappe  | 10. Jul.          | Albi – Super Lioran                                  |                   | 260        | Michel Pollentier     | Eddy Merckx      |
| 14. Etappe  | 11. Jul.          | Aurillac – Puy de Dôme                               |                   | 173,5      | Lucien Van Impe       | Eddy Merckx      |
| 15. Etappe  | 13. Jul.          | Nizza – Pra-Loup                                     | Hochgebirgsetappe | 217,5      | Bernard Thévenet      | Bernard Thévenet |
| 16. Etappe  | 14. Jul.          | Barcelonnette – Serre Chevalier                      |                   | 107        | Bernard Thévenet      | Bernard Thévenet |
| 17. Etappe  | 15. Jul.          | Valloire – Avoriaz                                   |                   | 225        | Vicente López Carril  | Bernard Thévenet |
| 18. Etappe  | 16. Jul.          | Morzine – Châtel                                     | Einzelzeitfahren  | 40         | Lucien Van Impe       | Bernard Thévenet |
| 19. Etappe  | 17. Jul.          | Thonon-les-Bains – Chalon-sur-Saône                  |                   | 229        | Rik Van Linden        | Bernard Thévenet |
| 20. Etappe  | 18. Jul.          | Pouilly-en-Auxois – Melun                            |                   | 256        | Giacinto Santambrogio | Bernard Thévenet |
| 21. Etappe  | 19. Jul.          | Melun – Senlis                                       |                   | 220,5      | Rik Van Linden        | Bernard Thévenet |
| 22. Etappe  | 20. Jul.          | Paris – Paris                                        | Flachetappe       | 163,5      | Walter Godefroot      | Bernard Thévenet |

## Endstände
| \| Gesamtwertung \| Gesamtwertung \| Gesamtwertung \| Gesamtwertung \| Gesamtwertung \| \| Fahrer \| Fahrer \| Land \| Team \| Zeit \| \| ------------- \| -------------------- \| ------------- \| ---------------------- \| ----------------- \| \| 1. \| Bernard Thévenet \| Frankreich \| Peugeot-BP-Michelin \| 114 h 35 min 31 s \| \| 2. \| Eddy Merckx \| Belgien \| Molteni-RYC \| + 2 min 47 s \| \| 3. \| Lucien Van Impe \| Belgien \| Gitane-Campagnolo \| + 5 min 01 s \| \| 4. \| Joop Zoetemelk \| Niederlande \| Gan-Mercier-Hutchinson \| + 6 min 42 s \| \| 5. \| Vicente López Carril \| Spanien \| Kas-Kaskol \| + 19 min 29 s \| \| 6. \| Felice Gimondi \| Italien \| Bianchi-Campagnolo \| + 23 min 05 s \| \| 7. \| Francesco Moser \| Italien \| Filotex \| + 24 min 13 s \| \| 8. \| Josef Fuchs \| Schweiz \| Filotex \| + 25 min 51 s \| \| 9. \| Edward Janssens \| Belgien \| Molteni-RYC \| + 32 min 01 s \| \| 10. \| Pedro Torres \| Spanien \| Super Ser \| + 36 min 59 s \| \| 11. \| Hennie Kuiper \| Niederlande \| Frisol-G.B.C. \| + 40 min 45 s \| \| 12. \| André Romero \| Frankreich \| Jobo-Wolber \| + 44 min 24 s \| \| 13. \| Georges Talbourdet \| Frankreich \| Gan-Mercier-Hutchinson \| + 44 min 49 s \| \| 14. \| Mariano Martínez \| Frankreich \| Gitane-Campagnolo \| + 45 min 41 s \| \| 15. \| Joaquim Agostinho \| Portugal \| Sporting-Sottomayor \| + 50 min 46 s \| |                      |             |                        |                   |
| |                      |             |                        |                   |
| Quelle: ProCyclingStats |                      |             |                        |                   |
| Gesamtwertung |                      |             |                        |                   |
| Fahrer | Fahrer               | Land        | Team                   | Zeit              |
| 1. | Bernard Thévenet     | Frankreich  | Peugeot-BP-Michelin    | 114 h 35 min 31 s |
| 2. | Eddy Merckx          | Belgien     | Molteni-RYC            | + 2 min 47 s      |
| 3. | Lucien Van Impe      | Belgien     | Gitane-Campagnolo      | + 5 min 01 s      |
| 4. | Joop Zoetemelk       | Niederlande | Gan-Mercier-Hutchinson | + 6 min 42 s      |
| 5. | Vicente López Carril | Spanien     | Kas-Kaskol             | + 19 min 29 s     |
| 6. | Felice Gimondi       | Italien     | Bianchi-Campagnolo     | + 23 min 05 s     |
| 7. | Francesco Moser      | Italien     | Filotex                | + 24 min 13 s     |
| 8. | Josef Fuchs          | Schweiz     | Filotex                | + 25 min 51 s     |
| 9. | Edward Janssens      | Belgien     | Molteni-RYC            | + 32 min 01 s     |
| 10. | Pedro Torres         | Spanien     | Super Ser              | + 36 min 59 s     |
| 11. | Hennie Kuiper        | Niederlande | Frisol-G.B.C.          | + 40 min 45 s     |
| 12. | André Romero         | Frankreich  | Jobo-Wolber            | + 44 min 24 s     |
| 13. | Georges Talbourdet   | Frankreich  | Gan-Mercier-Hutchinson | + 44 min 49 s     |
| 14. | Mariano Martínez     | Frankreich  | Gitane-Campagnolo      | + 45 min 41 s     |
| 15. | Joaquim Agostinho    | Portugal    | Sporting-Sottomayor    | + 50 min 46 s     |

| Punktewertung | Punktewertung      | Punktewertung          | Punktewertung                  | Punktewertung |
| Fahrer        | Fahrer             | Land                   | Team                           | Punkte        |
| ------------- | ------------------ | ---------------------- | ------------------------------ | ------------- |
| 1.            | Rik Van Linden     | Belgien                | Bianchi-Campagnolo             | 342 P.        |
| 2.            | Eddy Merckx        | Belgien                | Molteni-RYC                    | 240 P.        |
| 3.            | Francesco Moser    | Italien                | Filotex                        | 199 P.        |
| 4.            | Walter Godefroot   | Belgien                | Carpenter-Confortluxe-Flandria | 190 P.        |
| 5.            | Barry Hoban        | Vereinigtes Königreich | Gan-Mercier-Hutchinson         | 183 P.        |
| 6.            | Gerben Karstens    | Niederlande            | Gitane-Campagnolo              | 182 P.        |
| 7.            | Robert Mintkiewicz | Frankreich             | Gitane-Campagnolo              | 155 P.        |
| 8.            | Joop Zoetemelk     | Niederlande            | Gan-Mercier-Hutchinson         | 109 P.        |
| 9.            | Bernard Thévenet   | Frankreich             | Peugeot-BP-Michelin            | 108 P.        |
| 10.           | Lucien Van Impe    | Belgien                | Gitane-Campagnolo              | 107 P.        |

| Bergwertung | Bergwertung          | Bergwertung | Bergwertung            | Bergwertung |
| Fahrer      | Fahrer               | Land        | Team                   | Punkte      |
| ----------- | -------------------- | ----------- | ---------------------- | ----------- |
| 1.          | Lucien Van Impe      | Belgien     | Gitane-Campagnolo      | 285 P.      |
| 2.          | Eddy Merckx          | Belgien     | Molteni-RYC            | 206 P.      |
| 3.          | Bernard Thévenet     | Frankreich  | Peugeot-BP-Michelin    | 166 P.      |
| 4.          | Joop Zoetemelk       | Niederlande | Gan-Mercier-Hutchinson | 161 P.      |
| 5.          | Felice Gimondi       | Italien     | Bianchi-Campagnolo     | 78 P.       |
| 6.          | Pedro Torres         | Spanien     | Super Ser              | 63 P.       |
| 7.          | Vicente López Carril | Spanien     | Kas-Kaskol             | 58 P.       |
| 8.          | Luis Balagué         | Spanien     | Super Ser              | 57 P.       |
| 9.          | Jos Deschoenmaecker  | Belgien     | Molteni-RYC            | 56 P.       |
| 10.         | Mariano Martínez     | Frankreich  | Gitane-Campagnolo      | 48 P.       |

| Nachwuchswertung | Nachwuchswertung        | Nachwuchswertung | Nachwuchswertung               | Nachwuchswertung  |
| Fahrer           | Fahrer                  | Land             | Team                           | Zeit              |
| ---------------- | ----------------------- | ---------------- | ------------------------------ | ----------------- |
| 1.               | Francesco Moser         | Italien          | Filotex                        | 114 h 59 min 44 s |
| 2.               | Hennie Kuiper           | Niederlande      | Frisol-G.B.C.                  | + 16 min 32 s     |
| 3.               | André Romero            | Frankreich       | Jobo-Wolber                    | + 20 min 11 s     |
| 4.               | Georges Talbourdet      | Frankreich       | Gan-Mercier-Hutchinson         | + 20 min 36 s     |
| 5.               | Fedor den Hertog        | Niederlande      | Frisol-G.B.C.                  | + 32 min 32 s     |
| 6.               | Ferdinand Julien        | Frankreich       | Sporting-Sottomayor            | + 41 min 24 s     |
| 7.               | Michel Pollentier       | Belgien          | Carpenter-Confortluxe-Flandria | + 51 min 10 s     |
| 8.               | Jose Luis Viejo         | Spanien          | Super Ser                      | + 57 min 41 s     |
| 9.               | Martín Emilio Rodríguez | Kolumbien        | Bianchi-Campagnolo             | + 59 min 43 s     |
| 10.              | Régis Ovion             | Frankreich       | Peugeot-BP-Michelin            | + 1 h 05 min 10 s |

| Mannschaftswertung | Mannschaftswertung     | Mannschaftswertung | Mannschaftswertung |
| Team               | Team                   | Land               | Zeit               |
| ------------------ | ---------------------- | ------------------ | ------------------ |
| 1.                 | Gan-Mercier-Hutchinson | Frankreich         | 345 h 03 min 49 s  |
| 2.                 | Molteni-RYC            | Belgien            | + 8 min 28 s       |
| 3.                 | Filotex                | Italien            | + 11 min 17 s      |
| 4.                 | Gitane-Campagnolo      | Frankreich         | + 20 min 08 s      |
| 5.                 | Peugeot-BP-Michelin    | Frankreich         | + 28 min 47 s      |
| 6.                 | Bianchi-Campagnolo     | Italien            | + 41 min 13 s      |
| 7.                 | Kas-Kaskol             | Spanien            | + 1 h 04 min 48 s  |
| 8.                 | Super Ser              | Spanien            | + 1 h 05 min 22 s  |
| 9.                 | Sporting-Sottomayor    | Portugal           | + 2 h 34 min 45 s  |
| 10.                | Frisol-G.B.C.          | Niederlande        | + 2 h 37 min 19 s  |